# Amaury Vergara
Amaury Vergara Zatarain (Guadalajara, Jalisco; 20 de septiembre de 1988) es un empresario, director y accionista mexicano. Es el accionista mayoritario, parte  del consejo y Presidente del Club Deportivo Guadalajara, además  también tiene los cargos de Presidente y director general de Grupo Omnilife, además es recurrente en el programa Shark Tank México.

## Biografía
Es el segundo hijo de Jorge Vergara en su primer matrimonio con Maricruz Zatarain, hermano de Yelena y Kenya Vergara Zatarain.
Amaury Vergara es emprendedor, ambientalista, director y productor de cine. Desde muy joven esa misma pasión por el cine lo llevó a estudiar en la Escuela de Cine de Nueva York. Ha escrito y producido proyectos personales, cortometrajes y mediometrajes, de los cuales Marea en 2014 ganó varios premios en diversos festivales internacionales de cine.
En su etapa de cineasta, estuvo presente en producciones cinematográficas como El laberinto del fauno y Harry Potter y el prisionero de Azkaban.
Este año Vergara formará parte del panel de inversionistas del programa Shark Tank México, un proyecto coproducido por Sony Pictures Television, SPT Networks y Claro Video. 

## Club Deportivo Guadalajara

### Chivas TV y Chivas: La película
Tras el debut de la plataforma Chivas TV, Amaury Vergara es elegido director general de la misma.
En 2018 fungió como productor del largometraje Chivas: La Película, la cual relata los problemas deportivos del club, la llegada de Matías Almeyda a la dirigencia deportiva y el camino hacia una de las etapas más laureadas del equipo bajo el mando del entrenador argentino.

### Vicepresidente Ejecutivo y director general de Omnilife
El 3 de agosto de 2018 se establece el nombramiento de Amaury Vergara como vicepresidente ejecutivo y director general del grupo Omnilife-Chivas, cambiando la organización directiva, reemplazando y enviando a Jose Luis Higuera a la dirección general de Chivas. La llegada de Amaury Vergara al grupo, reportó en poco menos de un año incrementos porcentuales en las ventas globales y la rentabilida de la empresa frente a previos datos, así reportado en un comunicado oficial de Omnilife.

### Presidente en funciones (2019-presente)
Después del fallecimiento de su padre, Amaury Vergara toma de lleno las riendas del Guadalajara como propietario y presidente.